# Sundarbans
Les Sundarbans (« sundri » : plante présente dans la mangrove et « bans » : forêt) sont une région faite d'innombrables bras et canaux du delta du Gange qui, par le Hooghly et d'autres, descendent vers le golfe du Bengale. Il s'y trouve la plus grande forêt de mangrove du monde. La région, caractéristique du Bengale, se trouve à cheval entre l'Inde et le Bangladesh. Elle a été classée patrimoine mondial de l'UNESCO dans les deux pays. Le site est également reconnu en tant que site Ramsar depuis le 21 mai 1992 et réserve de biosphère depuis 2001.

## Conséquence du réchauffement climatique
Dans le golfe du Bengale, le niveau de la mer augmente chaque année de 3,14 millimètres, contre une moyenne de 2 millimètres dans les autres océans. Cette différence est liée à la fonte des glaciers de l'Himalaya.[réf. nécessaire]
Depuis 1975, malgré la construction de digues, deux îles des Sundarbans ont disparu sous les eaux provoquant le déplacement de 6 000 habitants. On prévoit que 30 000 familles devront migrer d'ici à 2020, quand 15 % des terres auront disparu.
Le World Wide Fund for Nature envisage de replanter des mangroves autour des îles pour laisser passer les sédiments tout en ralentissant la montée des eaux au moment de la mousson.

## Marée noire
Le 9 décembre 2014, un pétrolier de la Bangladesh Petroleum Corporation entre en collision avec un autre navire entraînant une marée noire. 357 000 litres de pétrole se dispersent dans les lagunes, asphyxiant faune et flore.

## Centrale à charbon
L'Inde et le Bangladesh envisagent la construction d'une centrale à charbon qui se situerait à la lisière de la forêt.
Des associations écologistes mènent une campagne contre le projet : « La centrale à charbon de Rampal impliquerait le passage de millions de tonnes de charbon à travers des voies d’eau étroites, accélérant l’érosion d’un rempart majeur contre les cyclones, sans parler de la menace de pollutions de toutes sortes infligée ».